# Musō Jikiden Eishin Ryū
Musō Jikiden Eishin-Ryū (jap. 無双直伝英信流 oder 無雙直傳英信流) ist ein Schwertkampfstil des Koryū. Er zählt zu den am weitesten verbreiteten heute noch praktizierten Stilen im Iaidō. Sinngemäß kann der Name mit „unvergleichliche, unmittelbar überlieferte Schule des Eishin“ übersetzt werden. Die Zahl der Stilzugehörigen wird auf über 15.000 weltweit geschätzt.

## Techniken
Die Techniken (Waza) des Musō Jikiden Eishin-Ryū sind nach ihren verschiedenen Anfangspositionen und Lernstufen in Sets (部 [Bu]) unterteilt.

### Solo Waza
Solo Waza werden mit dem Katana bzw. dem Iaitō ausgeführt. Bei beiden handelt es sich um japanische Schwerter mit voller Montierung, jedoch ist das Iaitō nicht geschärft und besteht oft aus Aluminiumlegierungen anstatt aus Stahl. Aus Sicherheitsgründen bleibt die Verwendung eines echten Katana jedoch den Fortgeschrittenen vorbehalten. Anfänger beginnen meist mit einem Bokken (Holzschwert).

#### Seiza no Bu (正座之部)
Dieses Set stammt vom Omori Ryū ab und wird auch häufig noch so genannt. Es ist traditionell das erste Set das gelehrt wird. Seiza no Bu Waza beginnen in der formellen Sitzposition (Seiza), mit der Ausnahme von Oikaze, welche stehend beginnt.
Seiza no Bu (正座之部) Waza:
1. 前 Mae
2. 右 Migi
3. 左 Hidari
4. 後 Ushiro
5. 八重垣 Yaegaki
6. 受流 Ukenagashi
7. 介錯 Kaishaku
8. 附込 Tsukekomi
9. 月影 Tsukikage
10. 追風 Oikaze
11. 抜打 Nukiuchi

#### Tachihiza no Bu (立膝之部)
Tachihiza no Bu Waza beginnen mit Tatehiza, einer halb sitzenden Position, mit der Ausnahme von Makkō, die im regulären Kniesitz (Seiza) beginnt.
Tachihiza no Bu (立膝之部) Waza:
1. 横雲 Yokogumo
2. 虎一足 Tora no issoku
3. 稲妻 Inazuma
4. 浮雲 Ukigumo
5. 颪 Oroshi
6. 岩波 Iwanami
7. 鱗返 Urokogaeshi
8. 波返 Namigaeshi
9. 瀧落 Takiotoshi
10. 真向 Makkō

#### Okuiai Iwaza no Bu (Okuden)
Okuiai Iwaza no Bu (奥居合居業之部) Waza:
1. 霞 Kasumi
2. 脛囲 Sunegakoi
3. 戸詰 Tozume
4. 戸脇 Towaki
5. 四方切 Shihōgiri
6. 棚下 Tanashita
7. 両詰 Ryōzume
8. 虎走 Torabashiri

#### Okuiai Tachiwaza no Bu (Okuden)
Die Okuiai Techniken beginnen aus einer natürlichen Gehbewegung heraus, mit Ausnahme der drei Itomagoi. Die meisten Waza simulieren sehr spezifische Kampfszenarien, die entweder durch Besonderheiten der Umgebung oder der taktischen Ausgangsposition charakterisiert sind. Die dadurch notwendigen, teils ungewöhnlich aussehenden Bewegungen erscheinen erst im Kontext ihres jeweiligen Szenarios sinnvoll.
Okuiai Tachiwaza no Bu (奥居合立業之部) Waza:
1. 行連 Yukizure
2. 連達 Tsuredachi
3. 惣捲 Sō Makuri
4. 惣留 Sō Dome
5. 信夫 Shinobu
6. 行違 Yukichigai
7. 袖摺返 Sode Surigaeshi
8. 門入 Mon'iri
9. 壁添 Kabezoe
10. 受流 Ukenagashi
11. 暇乞其の一 Itomagoi Sono Ichi
12. 暇乞其の二 Itomagoi Sono Ni
13. 暇乞其の三 Itomagoi Sono San

#### Bangai no Bu (Okuden)
Bangai no bu (番外之部) Waza:
1. 速波 Hayanami
2. 雷電 Raiden
3. 迅雷 Jinrai

### Partner Waza – Kumitachi (組太刀)
Kumitachi (組太刀) sind fortgeschrittene Techniken die mit einem Partner und mit Holzschwert durchgeführt werden. Darunter finden sich die Sets:
1. Tachi Uchi no Kurai (太刀打之位)
2. Tsume Ai no Kurai (詰合之位)
3. Daishō Zume (大小詰)
4. Daishō Tachi Zume (大小立詰)
5. Daikendori (大検取).

### Von Kōno Hyakuren hinzugefügte Techniken
Kōno Hyakuren, der 20. sōke des Musō Jikiden Eishin-Ryū, fügte zwei weitere, Dai Nippon Battō Hō (大日本抜刀法) genannte Sets hinzu. Diese Techniken beginnen in der stehenden Position. Da diese Waza aus dem 20. Jahrhundert stammen gehören sie nicht zu den koryū.
Schulen ohne Verbindungen zu Kōno Hyakuren üben diese Techniken im Allgemeinen nicht. In manchen Schulen werden sie als erstes, noch vor den Seiza no Bu gelehrt.

#### Dai Nippon Battō Hō, Kihon
1. 順刀其の一 Juntō Sono Ichi[10]
2. 順刀其の二 Juntō Sono Ni
3. 追撃刀 Tsuigekitō
4. 斜刀 Shatō
5. 四方刀其の一 Shihōtō Sono Ichi
6. 四方刀其の二 Shihōtō Sono Ni
7. 斬突刀 Zantotsutō

#### Dai Nippon Battō Hō, Oku
Diese Techniken verwenden dasselbe Schema an Einleitungsschritten wie die Okuiai.
Battō Hō no Bu Waza:
1. 前敵逆刀 Zenteki Gyakutō
2. 多敵刀 Tatekitō
3. 後敵逆刀 Kōteki Gyakutō
4. 後敵抜打 Kōteki Nukiuchi

### Toho
Diese Serie ist eine Auswahl von Waza aus verschiedenen traditionellen Stilen (Ryū). Sie werden mit hörbarem Kiai geübt.
Toho (刀法) Waza:
1. 前切 Maegiri (Eishin-Ryū)
2. 前後切 Zengogiri (Mugai-Ryū)
3. 切上 Kiriage (Shindo Munen-Ryū)
4. 四方切 Shihōgiri (Suio-Ryū)
5. 切先返 Kissaki Gaeshi (Hoki-Ryū)